# Àtika bint Zayd
Àtika bint Zayd ibn Amr al-Adawiyya al-Quraixiyya (àrab: عاتكة بنت زيد بن عَمْرو العدوية القرشية, ʿĀtika bint Zayd ibn ʿAmr al-ʿAdawiyya al-Quraxiyya) fou una dama de la Meca, filla del hanif Zayd ibn Amr i germana de Sad ibn Zayd.
Fou una de les primeres musulmanes i va prendre part a l'hègira. Es va casar amb Abd-Al·lah ibn Abi-Bakr, fill del primer califa Abu-Bakr as-Siddiq, i quan es va quedar vídua es va casar (vers 633) amb Úmar ibn al-Khattab, el segons califa, amb qui va tenir un fill de nom Iyad ibn Úmar. A la mort d'Úmar es va casar amb az-Zubayr ibn al-Awwam que va morir en la revolta contra Alí ibn Abi-Tàlib (656). Els seus tres matrimonis, acabats tots en tragèdia, van donar origen a un romanç.